# Die Steppe (Tschechow)
Die Steppe (russisch Степь. Исто́рия одно́й пое́здки, Step. Istorija odnoi pojesdki) ist eine Erzählung des russischen Schriftstellers Anton Tschechow, die im Winter auf das Jahr 1888 entstand und im Märzheft 1888 der russischen Zeitschrift Sewerny Westnik in Sankt Petersburg erschien.
Der Text schildert eine Reise und kann als ein Stück Autobiographie gelesen werden. Im Frühjahr 1887 unternahm der überarbeitete und erkrankte Autor eine Reise entlang des Donez zu Verwandten hinab in die Gegend um seinen Geburtsort Taganrog am Asowschen Meer.

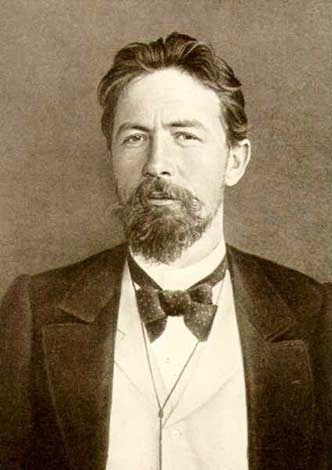
Anton Tschechow

## Überblick
In dem Russland Tschechows gegen Ende des 19. Jahrhunderts gibt es Herren und Knechte. Letztere sind in der Erzählung die Fuhrleute und zu Ersteren wird einmal der junge Protagonist Jegoruschka gehören.
Iwan Iwanytsch Kusmitschow, mit Leib und Seele Kaufmann, handelt mit Wolle. Auf der Suche nach seinem begüterten russischen Geschäftspartner Semjon Alexandrytsch Warlamow reist er im Juli mit einer Kalesche kreuz und quer durch die Steppe am Donez. Kusmitschow hat seinen Neffen Georgi – im Text Jegoruschka genannt – auf die Fahrt mitgenommen, denn der Junge soll in der Nähe des Hafens, der das Ziel der Reise ist, das Gymnasium besuchen. Jegoruschkas Mutter, die Witwe Olga Iwanowna, lebt von einer Pension. Sie hatte ihren Bruder Iwan Iwanytsch gebeten, ihr einziges Kind in der Schule unterzubringen. Der kinderlose Kaufmann vertritt bei dem Jungen die Vaterstelle.
Im vierten der acht Kapitel trifft Kusmitschow auf seinen Wagenzug, angefüllt mit den Wollballen. Der Kaufmann möchte, dass der Neffe die Route auf direktem Wege zum Reiseziel nimmt. Also muss sich Jegoruschka vom Onkel trennen und im Tross auf den Wagen des alten Kutschers Pantelei aus Tim steigen. Schließlich treffen sich Onkel und Neffe am Reiseziel wieder. Kusmitschow hat seine Ware mit Gewinn verkauft und bringt den Neffen in der Nähe des Gymnasiums unter.

## Handlung
1,2
Der um die 20-jährige Kutscher Deniska spielt, wenn seine Kalesche in der Steppe einmal Halt macht, mit Jegoruschka bald wie ein Kind.
3,4,5
In dem Rasthof des Juden Moissei Moissejitsch werden die Reisenden von dessen Bruder Solomon mit Verachtung gestraft. Solomon hat sein väterliches Erbteil – sechstausend Rubel – im Ofen verbrannt. Die Suche nach dem mächtigen Warlamow gestaltet sich als schwierig. Nur dessen Verwalter Grigori Jegorytsch ist am Rasthof vorbeigekommen. Warlamow besitzt „einige zehntausend Dessjatinen Land, gegen hunderttausend Schafe und sehr viel Geld“.
Der Tross, auf den Jegoruschka auf Geheiß des Onkels überwechseln muss, besteht aus zwanzig Fuhrwerken. Auf drei Fuhren kommt ein Fuhrknecht. Jegoruschka meint, der Fuhrknecht Nikola Dymow muss ein böser Mensch sein, allein, weil er eine Schlange totgeschlagen hat. Der Knecht Jemeljan aus Lugansk, ein großartiger Sänger, hat nach dem Baden im Donez die Stimme verloren. Die Männer im Tross – Kirjucha, Wassja, Stjopka, Jemeljan, Pantelei und Dymow – haben alle eine wunderbare Vergangenheit, leben aber in unerfreulicher Gegenwart. Jegoruschka lernt von ihnen, „der russische Mensch liebt es, sich zu erinnern, er liebt nicht, zu leben.“
6,7,8
Unterwegs am armenischen Vorwerk trifft der Tross auf den herrischen Warlamow. Pantelei zeigt sich unterwürfig.
Weiter geht die Fahrt. Jegoruschka fühlt sich, besonders während eines Gewitters, vom Onkel alleingelassen.
Erkrankt, wahrscheinlich während des Gewitters erkältet, trifft der Junge am Zielhafen auf den Onkel.

## Form
Der Text ist nicht bloße Reisebeschreibung, sondern lebt von den poesievollen Naturschilderungen auf der Fahrt durch die sommerliche Steppe. Anton Tschechow schreibt: „Nur auf dem Meere kann man über die unergründliche Tiefe und Grenzenlosigkeit des Himmels sprechen und außerdem noch in der Steppe des Nachts, wenn der Mond scheint. Schrecklich ist dieser Himmel, schön ist er und zärtlich, er schaut sehnsuchtsvoll herab und lockt zu sich hinauf,...“ Oder als neben einem Grab übernachtet wird: „Ein einsames Grab hat immer etwas Trauriges und Träumerisches und in hohem Maße Poetisches... Man hört gewissermaßen, wie es schweigt, und man empfindet in diesem Schweigen die Anwesenheit der Seele des Unbekannten, der unter dem Kreuz liegt.“
Ein zweites poetisches Element sind die Erzählungen des alten Kutschers Pantelei während der nächtlichen Rast des Trosses in der Steppe. Der Alte hat viel durchgemacht. So verbrannten Frau und Kinder. Davon ist nicht die Rede. Viel lieber gibt Pantelei „ausgedachte“ Gruselgeschichten zum Besten, in denen reiche Kaufleute des Nachts in der Steppe von Räubern mit „langen Messerchen“ gemeuchelt werden. Der Gesellschaftskritiker Anton Tschechow legt einem der Mörder die Entschuldigung in den Mund: „...wir tun es nur aus Not“. Jegoruschka glaubt dem Märchenerzähler alles aufs Wort. Damit nicht genug. Am nächtlichen Lagerfeuer der Kutscher im Tross findet sich der knapp 30-jährige Strohwitwer Konstantin Swonyk aus dem nahen Rowno ein. Nachdem der langgewachsene Kleinrusse, „ein Verliebter..., glücklich bis zur Schwermut“, den Reisenden von seiner jungen Frau lange genug erzählt hat, werden alle Zuhörer nachdenklich, traurig und dann wehmütig. Ein weiterer für das Schreibanliegen Tschechows bedeutsamer Erzähler sitzt in der Kalesche des Kaufmanns Kusmitschow. Das ist der um die 75-jährige Geistliche Vater Christofor Siriski – „ein weicher, leichtsinniger und gern lachender Mensch“. Die Erzählungen aus seinem Leben sind an Jegoruschka adressiert und wollen warnen: Das Gymnasium absolvieren und anschließend studieren muss nicht auf den rechten Lebensweg führen. Dazu passt die Entscheidung des Onkels Iwan Iwanytsch: Sein Neffe muss heraus aus der Kalesche und hinüber zum Tross. Dort auf dem Wagenzug durch die Steppe soll er die rauen Sitten der Kutscher kennenlernen und ertragen.

## Rezeption
- April 1955, Hermann Hesse[6]: „Meisterwerke wie... die herrliche Steppenreise des Knaben Jegoruschka lese ich alle paar Jahre wieder.“
- 5. April 2010, Helmut Hofbauer: „Anton Pawlowitsch Tschechows Erzählung Die Steppe als ethische Parabel über den Wert des menschlichen Lebens“
- 14. Dezember 2011, Arno Abendschön Rezension bei versalia.de

## Verfilmungen
- 1962, Italien, La steppa von Alberto Lattuada mit Daniele Spallone als Jegoruschka und Pavle Vuisic[7] als sein Onkel Iwan Iwanytsch Kusmitschow.[8] Der Film kam am 14. Mai 1963 in die westdeutschen Kinos.
- 1978, Sowjetunion, Die Steppe[9], Spielfilm von Sergei Bondartschuk mit Oleg Kusnezow (russ. Олег Кузнецов) als Jegoruschka und Wladimir Alexejewitsch Sedow[10] als sein Onkel Iwan Iwanytsch.[11]
- 1982, Frankreich, La steppe, TV-Film von Jean-Jacques Goron[12] mit Mathieu Gain als Jegoruschka und Raymond Jourdan[13] als sein Onkel Iwan Iwanytsch.[14]

## Deutschsprachige Ausgaben
- Die Steppe. Erzählungen 1887–1888. Aus dem Russischen von Gerhard Dick. Herausgegeben von Peter Urban. 418 Seiten, Diogenes, Zürich 1994 (Lizenzgeber: Winkler, München). ISBN 3-257-20263-6.

### Verwendete Ausgabe
- Die Steppe. Beschreibung einer Reise. Aus dem Russischen übertragen von Johannes von Guenther. 158 Seiten. Reclam, Leipzig 1958 (1. Aufl., basierend auf einer Ausgabe der Slowo-Verlagsgesellschaft[15] anno 1921), ohne ISBN

### Sekundärliteratur
- Peter Urban (Hrsg.): Über Čechov. 487 Seiten. Diogenes, Zürich 1988 (Diogenes-Taschenbuch 21244). ISBN 3-257-21244-5

## Anmerkung
1. ↑  Jegoruschka - Diminutiv von Jegor (verwendete Ausgabe, S. 61, 3. Z.v.u.).